# Petre Poruțiu
Petre Poruțiu (n. 5 august 1884, Timișoara - d. 1951, Cluj-Napoca) a fost un delegat în Marea Adunare Națională de la Alba Iulia, organismul legislativ reprezentativ al „tuturor românilor din Transilvania, Banat și Țara Ungurească”, cel care a adoptat hotărârea privind Unirea Transilvaniei cu România, la 1 decembrie 1918.:p. 127:p. 238

## Origine și studii

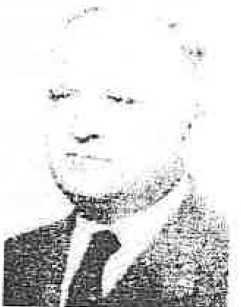
Petre Poruțiu, delegat al cercului electoral Bistrița, la Marea Adunare Națională de la Alba-Iulia

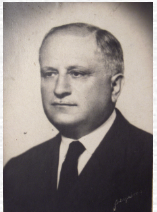
Fotografia lui Petre Poruțiu, delegat al cercului electoral Bistrița, la Marea Adunare Națională de la Alba-Iulia

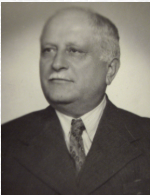
Poza lui Petre Poruțiu, delegat al cercului electoral Bistrița, la Marea Adunare Națională de la Alba-Iulia

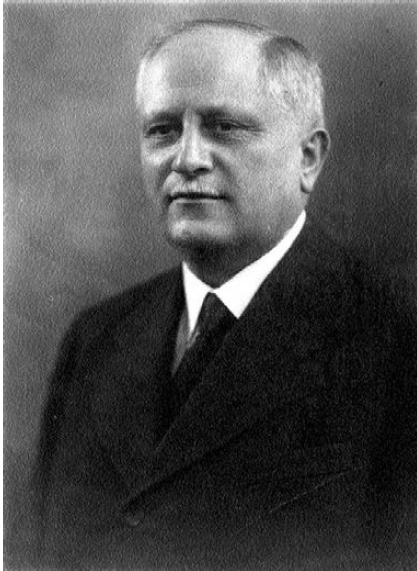
Fotografie a lui Petre Poruțiu, delegat al cercului electoral Bistrița, la Marea Adunare Națională de la Alba-Iulia

Petre Poruțiu s-a născut la data de 5 august 1884, la Timișoara, în județul Timiș-Torontal, în sânul unei familii vechi românești, originare din comuna Ceanu-Mic, rădăcinile acestei familii mergând până prin anul 1773. Tatăl său, Valeriu Poruțiu era diriginte de poștă și director de bancă în Bistrița. Bunicul său patern, preotul Ștefan Poruțiu, a fost fratele lui Samoilă Poruțiu, acesta din urmă fiind cunoscut pentru activitatea sa de consilier guvernamental, pentru participarea sa la Revolutia de la 1848 din Transilvania, respectiv pentru că era unul dintre apropiații lui Avram Iancu. Petre Poruțiu era înrudit și cu Simion Poruțiu, care era un susținător al memorandiștilor și secretarul lui Ioan Rațiu, respectiv cu Ioan Poruțiu, care s-a remarcat prin activitatea sa de redactor-șef al revistei ''Federațiunea'' de la Budapesta și căruia autoritățile maghiare i-au intentat diverse procese, fie din cauză că a atras atenția asupra situației țăranilor mureșeni, fie pentru că a publicat articolul Ecuilibru al lui Mihai Eminescu. De asemenea, Petre Poruțiu era vărul primar al lui Valentin Poruțiu, primul prefect român al Clujului după Marea Unire. Petre Poruțiu a frecventat școala primară și liceul la Budapesta și la Bistrița.În anul 1902, Petre Poruțiu a absolvit liceul, susținând examenul de bacalaureat la Liceul evanghelic luteran cu limba de predare germană din Bistrița.Ulterior, Petre Poruțiu a făcut studii comerciale la Academia din Innsbruck:p. 237, respectiv a urmat cursurile Facultății de Drept de la Budapesta:p.127.În 1907, Petre Poruțiu a urmat și studiile Academiei comerciale din Salzburg.În anul 1906, a obținut titlul de doctor în drept, iar în 1908 i s-a acordat și titlul de doctor în științele politico-economice. În 1914, Petre Poruțiu a devenit diplomat al Academiei austro-ungare :p.237.

## Activitatea profesională
În perioada anilor 1911-1919, Petre Poruțiu a practicat avocatura la Bistrița:p.237 :p.127.   
Între anii 1920-1936, acesta a fost președinte al Băncii agrare privilegiate din Cluj, iar în perioada 1929-1932, Poruțiu a fost administrator al Băncii Naționale a României:p.237, fiind membru în Consiliul de Administrație și în Comitetul Executiv al Băncii Naționale a României. De asemenea, între anii 1929-1931, Poruțiu a făcut parte și din Regia Autonomă a Monopolurilor.
La data de 22 septembrie 1919, Petre Poruțiu a fost numit profesor titular:p.237, astfel ca, de la 1 octombrie 1919 până în septembrie 1947, a fost profesor universitar de Drept comercial la „Universitatea Daciei Superioare” (Alma Mater Napocensis) din Cluj, devenitǎ ulterior, cu prilejul aniversării primului deceniu de activitate, Universitatea Regele Ferdinand I. De asemenea a suplinit catedra de Drept bisericesc a aceleiași universități. Petre Poruțiu a fost decan al Facultății de Drept în anii universitari 1924-1925, 1930-1931, prodecan în anii universitari 1925-1926, 1931-1932:p.127 și membru în Senatul Universității..
A fost director al Seminarului de Drept Comercial  și membru al Institutului de Științe Morale și Politice din Cluj.:p.237.În urma Dictatului de la Viena, Petre Poruțiu a plecat la Sibiu, ținând cont că Universitatea Regele Ferdinand I de la Cluj se refugiase la Sibiu. Începând cu 1 august 1941 a fost vicepreședinte al Asociației ''Prietenii Universității din Cluj'' alǎturi de V. Bologa, D. V. Ionescu și Lucian Blaga.:p.237. A fǎcut parte din conducerea Centrului de Studii Transilvǎnene care, în anii care au urmat Dictatului de la Viena și refugiului „Universitǎții Regele Ferdinand I” din Cluj la Sibiu, a desfǎșurat o intensǎ activitate de afirmare, pe baze științifice, a drepturilor românilor asupra întregului spațiu românesc.. 
Din acest Centru de Studii Transilvane mai făceau parte profesorii I.Hațieganu, S.Dragomir, Al.Procopovici, I.Moldovan și Vasile Stanciu, scopul Centrului fiind acela de a pregăti argumentele în vederea susținerii cauzei Transilvaniei după încheierea războiului .

## Participarea la Primul Război Mondial
Petre Poruțiu a luat parte la Primul Război Mondial, fiind mobilizat în armata austro-ungară și detașat pe frontul din Rusia.Poruțiu a fost combatant cu gradul de sublocotenent.În vara anului 1917, a fost repartizat la Statul Major al unui corp de armată:p.237.

## Activitatea politică

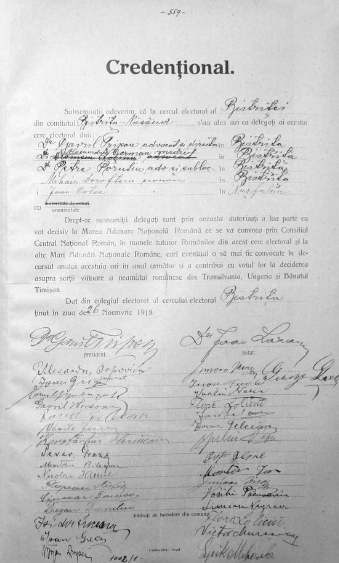
Credențional al cercului electoral Bistrița, în care scrie ca Petre Poruțiu a fost ales, la data de 26 noiembrie 1918, deputat în Marea Adunare Națională de la Alba Iulia, 1918, numele său fiind scris pe al treilea rând din partea stângă-sus a documentului

Petre Poruțiu, în 1918, a fost membru al Consiliului Național Român, la nivelul Comitatului Bistrița-Năsăud. Acesta a coordonat înființarea gărzilor naționale și a consiliilor române comunale:p.127.Conform memoriilor lui Pavel Tofan,în data de 15 noiembrie 1918, Petre Poruțiu s-a dus cu el în Valea Bârgăului, pentru a-i convinge pe locuitori să nu mai devasteze depozitele de cherestea, care erau proprietăți grănicerești :p.517.Potrivit acelorași memorii ale lui Pavel Tofan, datate la 31 iulie 1959, Petre Poruțiu ar fi făcut parte din Sfatul Național din Bistrița :p.498-503.De asemenea, în toamna anului 1918, Poruțiu a primit sarcina ca, împreună cu Victor Onișor, să contacteze comandamentul armatei române, pentru prezentarea stării de fapt și pentru a determina trecerea munților și intrarea în Transilvania:p.782.Petre Poruțiu a fost deputat din partea cercului electoral Bistrița în Marea Adunare Națională de la Alba Iulia:p.238:p.127:p.12. A fost șef de secție în cadrul Resortului Agriculturii și Comerțului de pe lângă Consiliul Dirigent (guvernul provizoriu):p.52 .După 1918, a fost director al Comisiei pentru reforma agrară din Consiliul Dirigent :p.127, remarcându-se prin prisma activității sale de autor al anteproiectului pentru decretul-lege privitor la Reforma agrarǎ din Transilvania, Banat și părțile ungurene, din însărcinarea șefului Resortului Agriculturii, Victor Bontescu, respectiv fiind membru cooptat și raportor al acestui decret-lege în Marele Sfat Național întrunit la Sibiu:p.238. Din postura de director al Comisiei pentru reforma agrară din Consiliul Dirigent, Petre Poruțiu a fost însărcinat cu recensământul proprietății agricole și cu codificarea legilor de reformă agrară:p.237.Petre Poruțiu a reprezentat Consiliul Dirigent din Transilvania în guvernul central de la București, în calitate de consilier special
Petre Poruțiu a făcut parte, în calitate de consilier, din delegația românǎ la Conferința de Pace de la Paris (1920), fiind detașat, în ceea ce privește tratativele, și la Londra:p.237:p.127. După Unirea de la 1 decembrie 1918 a fost membru al Consiliului Legislativ și al Comisiei de Unificare Legislativǎ ,în perioada anilor 1930-1935, având atribuția de a contribui la redactarea noului Cod comercial român:p.237.
Petre Poruțiu a fost membru al Partidului Național-Tǎrǎnesc.
După 23 august 1944, în vederea reintegrării Nordului Transilvaniei la România, Petre Poruțiu a făcut parte din comisia însărcinată să se ocupe de revenirea Universității Regele Ferdinand I la Cluj.De asemenea, a fost și membru al comisiei constituite cu scopul de a se deplasa la Cluj și a lua prima contactul cu autoritățile din Clujul eliberat.
Odată cu instalarea guvernului comunist, Petre Poruțiu a fost unul dintre primii profesori epurați de la Universitatea din Cluj, acesta fiind pus în retragere din oficiu la data de 1 septembrie 1947.

## Activitatea culturală
Petre Poruțiu a fost membru ordinar al Despărțământului Bistrița al ASTREI, precum tatăl său, Valeriu Poruțiu.:p.145

## Viața personală
Petre Poruțiu s-a căsătorit în 1919 cu Valeria Pop, al cărei tată, Alexandru Pop, a fost medicul Mitropoliei Blajului și al cărei frate, Alexandru Pop, a fost un cunoscut chirurg și profesor universitar.

## Decorații
Petre Poruțiu a fost decorat cu ordinele ''Steaua României'' în grad de Comandor, ''Coroana României'' în grad de Mare Ofițer și ''Ordinul Ferdinand I'' în grad de Ofițer, și cu medalia ''Răsplata Muncii pentru Învățământ'', clasa I.:p.127

## Publicații
Petre Poruțiu a desfǎșurat o bogatǎ activitate editorialǎ (publicisticǎ), didacticǎ și științificǎ.
 Tratatul sǎu de Drept comercial continuǎ sǎ fie o lucrare de referințǎ în domeniu.Sunt ilustrative următoarele opere:
1. Stabilizare și bilanț. Repercusiunile stabilizării monetare asupra intreprinderilor economice private, Cluj, 1929, editura Revistei Juridice (Universitatea din Cluj-Seminarul de Drept Comercial)[1]:p.127
2. Drept Comercial. Curs de drept comparat roman, transilvănean si bucovinean, Cluj, 1938 (Universitatea din Cluj, Facultatea de Drept)[1]:p.127
3. Note de drept cambial comparat, Cluj, 1933 [1]:p.127
4. Situația juridica a proprietății imobiliare romane din nordul Transilvaniei, Sibiu, 1943, Tiparul Institutului de Arte Grafice Dacia Traiana, extras din revista „Transilvania”, anul 74, nr. 7-8[2]:p.238
5. Les principes de l’exproprietion  dans la réforme agraire (Principiile exproprierii in reforma agrara), Bucarest, 1944, (lb. Franceza), M. O. Imprimerie Nationale, extrait de la Revue Transylvanie, tome X.
6. La Transylvanie et les conséquences économiques de l’acte de Vienne du 30 aout 1940 (Transilvania si consecintele economice ale dictatului de la Viena din 30 august 1940, Bucarest, 1944, (lb. Franceza), Revue Transylvanie, tome VII-IX.
7. Fondul de comert in noul nostru Cod Comercial, Sibiu, 1941, Analele Facultății de Drept, tomul 3, fascicola 2 [2]:p.238
8. Tratat de drept comercial, vol I. (Introducere. Istoria dreptului Comercial. Fapte de comerț. Comercianții. Auxiliarii comerțului. Fondul de comerț), Cluj, 1946, Editura Universității.
9. Dreptul de opțiune al acționarilor în legislația din Transilvania, Cluj, 1923 (Revista Economica, 1923, nr. 5 și Revista Ardealul, 1923, nr. 8)[2]:p.237
10. Regimul bancar român. Observațiuni la anteproiectul de lege pentru reglementarea comerțului intreprinderilor de banca prezentat de Asociatiunea Băncilor Romane, Cluj, 1928, Editura Revistei Juridice, nr. 8 (Universitatea din Cluj-Seminarul de Drept Comercial)[2]:p.237
11. Mandatul și reprezentarea în Dreptul Comercial. Dispozițiuni privitoare la auxiliarii dependenți de vechile coduri, comparate cu cele ale noului cod (Analele Facultății de Drept din Cluj, Cluj, 1939, tomul I, fascicola 9)[2]:p.237
12. Principii de economie dirijata în legislația bancara din România, Cluj, 1939, Editura Revistei Notariatului Public [2]:p.237
13. Despre Gir. Studiu de Drept Cambial comparat, Cluj, 1940, Revista Notariatului Public, nr. 6 [2]:p.237
14. Problema preturilor în procesele privitoare la proprietățile imobiliare din Nordul Transilvaniei, Sibiu, 1942, Tipografia Cartea Românească din Cluj, (Universitatea din Cluj, Regele Ferdinand I Sibiu. Centru de studii transilvănene. Secția științe sociale. Extras din Analele Facultății de Drept, tomul III, fascicola 5) [2]:p.238
15. Principiile exproprierii in reforma agrara legiferata de Marele Sfat Național al Transilvaniei și parților ungurene prin decretul-lege nr. 3911. Reprivire și constatări, Sibiu, 1944.
16. Situația de drept a societăților anonime ungare la noi, Voința, 1920, an I, nr.26, pag.1-2; nr. 27, pag.1-2; nr. 29, pag.1.
17. Reforma agrara. Studiu parțial asupra anteproiectului D-lui C. Garofeid, Voința, 1921, an I, nr.110, pag. 1-2.
18. Care este situația juridica a Consiliului Dirigent, Revista de Drept, 1919, nr.3-4, pag. 94-100.
19. Legiuirile noastre comerciale în trecut și în prezent, Cluj, 1933 [2]:p.237
20. Lupta pentru crearea învățământului superior și a unei universități românești în Ardeal, în publicația Transilvania, Anul 74, martie-aprilie 1943, Nr.3-4 [38]:p.173-197

Copii ale unora dintre aceste lucrări se găsesc astăzi în Muzeul de Etno-Arheologie din Iclod..